# Cere (Žminj)
Cere is een plaats in de gemeente Žminj in de Kroatische provincie Istrië. De plaats telt 132 inwoners (2001).